# Cantonul Ouessant
Cantonul Ouessant este un canton din arondismentul Brest, departamentul Finistère, regiunea Bretania, Franța.